# 101e bataillon de tirailleurs sénégalais
Le 101e bataillon de tirailleurs sénégalais (ou 101e BTS) est un bataillon français des troupes coloniales.

## Création et différentes dénominations
- Formation du 101e bataillon de tirailleurs sénégalais
- 16 août 1917: Une compagnie est prélevée pour former le 106e BTS

### Sources et bibliographie
Mémoire des Hommes